# Campina do Monte Alegre
Campina do Monte Alegre é um município brasileiro do estado de São Paulo. Está a uma altitude de 612 metros e sua população, conforme estimativas do IBGE de 2021, era de 6 088 habitantes. O município é formado pela sede e pelo distrito de Salto.

## História
Por volta de 1870 morava às margens dos rios Paranapanema e Itapetininga as famílias Gomes e Libâneo, que eram proprietárias das terras. Onório Gomes tinha apenas cinco anos quando saiu de sua casa em busca de animais pelos campos e acabou encontrando a imagem de um Santo dentro de um cupim. Na segunda vez que foi ao local, Onório levou a imagem para casa. A imagem tinha mais ou menos 20 cm, estava envolvida por um manto vermelho e tratava-se da imagem de São Roque.
Tempos depois, as famílias Gomes e Libâneo decidiram construir uma Capela onde tinha sido achada a imagem. A capela de São Roque foi construída de pau à pique e coberta com folhas de indaiá. Com isso muitas pessoas começaram a mudar para a capelinha, como estava sendo chamado o local. Formou-se então ali um pequeno povoado. José Libâneo, Maria Martins Vieira, Domingos Soares Camacho, Manoel Antunes Rodrigues, Elias Seabra de Lima e Maria Theodoro de Arruda doaram as terras para formação do povoado em 1912. A partir daí o local passou a ser chamado de "Terras de São Roque". Havia também na região outra família, a família Aranha, que diziam ser os proprietários da Terra de São Roque, devido a isso o local recebeu o apelido de "Campina dos Aranhas".
"Campina dos Aranhas" foi rota do caminho ao sul, muitos tropeiros que por aqui passavam, acabavam por hospedar-se nos campos. Deixaram uma forte influência gaúcha.
Durante a Revolução de 1932, "Campina dos Aranhas" foi campo de batalha. Sendo o sineiro da igreja de São Roque, alvo de um dos bombardeios. As terras onde se fixaram os habitantes da Campina do Monte Alegre é banhado por dois rios, o rio Itapetininga e o rio Paranapanema, que estão entre os únicos rios não poluídos do estado de São Paulo. Dois lugares eram privilegiados: o encontro das águas e a queda d'água. O encontro das águas acontece quando o rio Itapetininga deságua no rio Paranapanema ao pé de um monte, que é um marco, pois é avistado de todos os pontos do povoado. Por isso os moradores decidiram mudar o nome da cidade e incluir o monte nesse novo nome, para eles o monte era motivo de grande alegria, embelezava a cidade: o nome de Campina do Monte Alegre.
Campina do Monte Alegre foi emancipada por uma comissão presidida por Jorge Alberto Ferreira em 19 de maio de 1991.

### Fazenda Cruzeiro do Sul

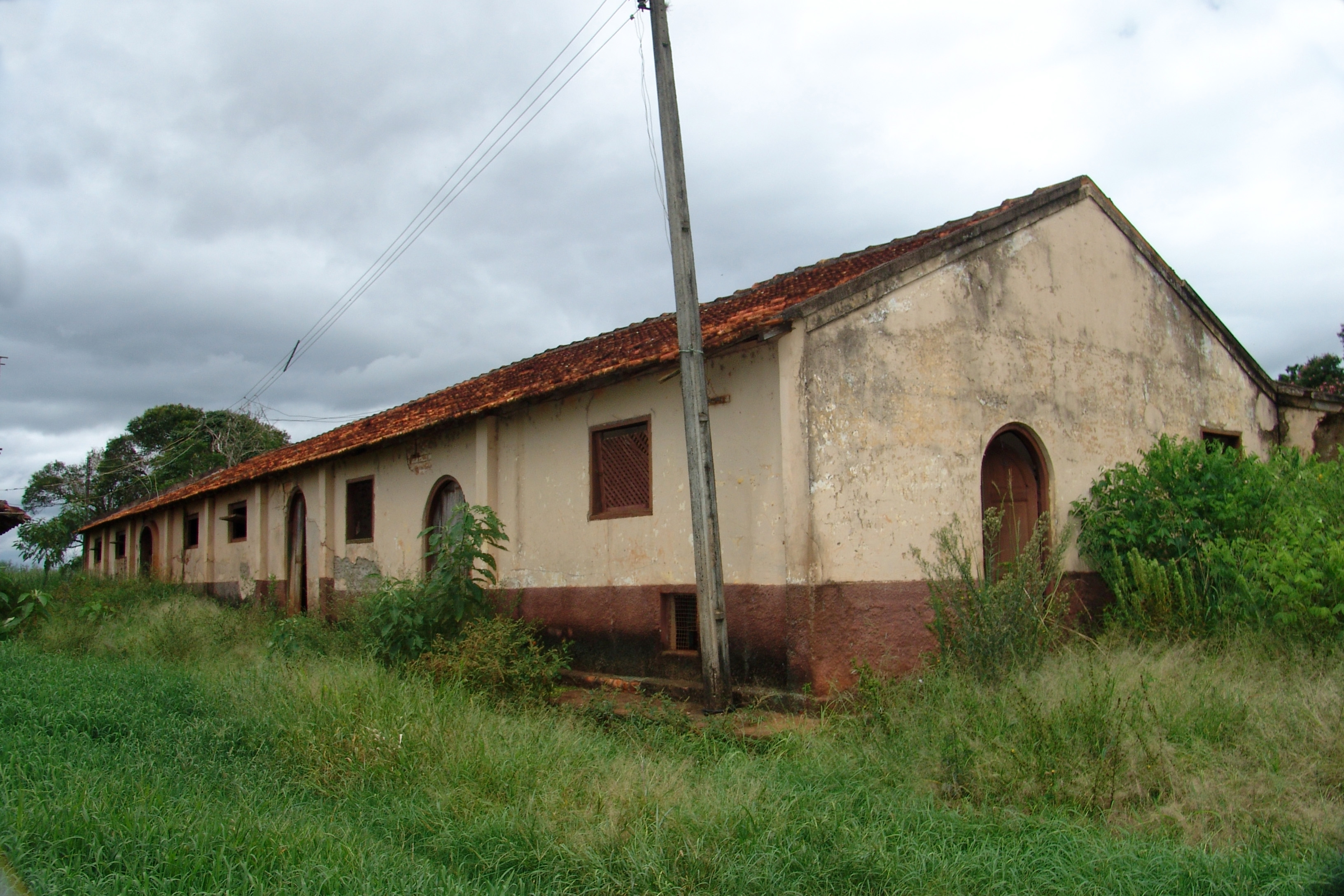
Barracões da fazenda

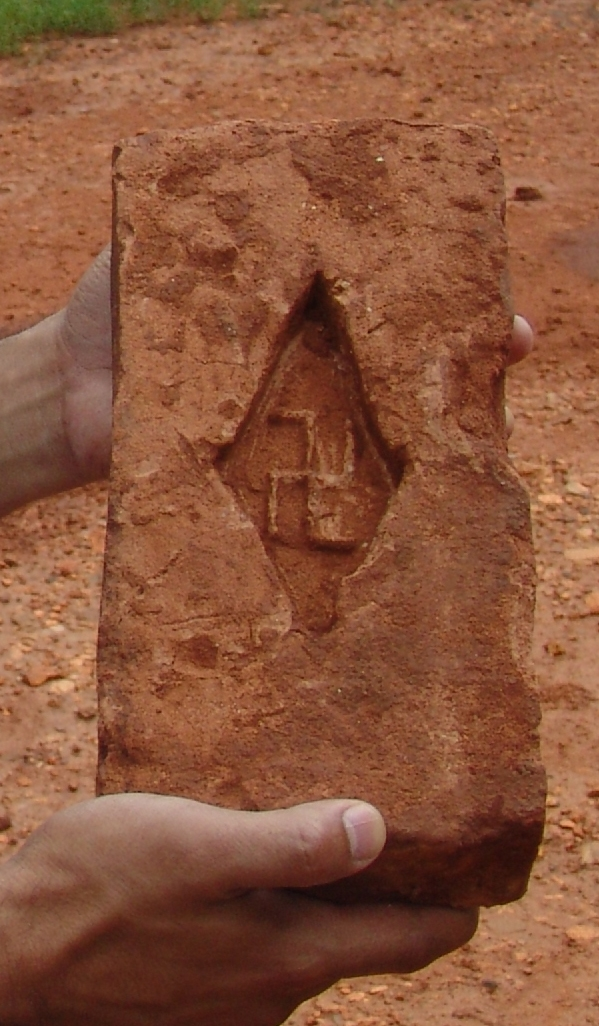
O tijolo com a suástica

A fazenda Cruzeiro do Sul perto de Campina do Monte Alegre, comprada no começo do século passado pelo patriarca Luis Rocha Miranda e mantida pelos filhos, simpatizantes do movimento fascista brasileiro Ação Integralista Brasileira (AIB), foi palco de um esquema escravista e uma colônia assumidamente nazista nos anos 1930. Os irmãos Rocha Miranda empregaram cerca de 50 meninos órfãos negros batizadas por números como escravos, trazidos do orfanato Casa da Roda de Rio de Janeiro, poucos meses depois da Machtergreifung (tomada de poder de Adolf Hitler) em 1933.
Na fazenda foram descobertos diversos edifícios construídos com tijolos com a marca da suástica nazista. Depoimentos de sobreviventes, fotografias e documentos revelaram ainda símbolos e cerimônias tipicamente nazistas empregados na época, como a obrigação de fazer o "anauê", saudação oficial entre os simpatizantes do movimento integralista.
Depois da extinção da AIB após a instauração do Estado Novo em 1937 a fazenda foi limpada pela família Rocha Miranda e as crianças soltas. No começo dos anos 1960 a fazenda foi adquirida por Arndt von Bohlen und Halbach, herdeiro da dinastia industrial alemã Krupp AG e filho de Alfried Krupp von Bohlen und Halbach. Serviu como local de férias para o filho e a mãe Anneliese, mas acabou ser vendida poucos anos depois.
Com a divisão dos municípios, atualmente a sede da fazenda (tem cerca de 300 alqueires paulista) fica no município de Itaí e uma boa parte da fazenda no município de Paranapanema e Itapeva. Inclusive a capela da sede que foi construída com tijolos com a suástica está na localização geográfica: 23º35'35,52" sul, 48º49'56,49" oeste e este ponto está no município de Itaí.

## Geografia

### Hidrografia
- Rio Paranapanema
- Rio Itapetininga

### Rodovias
- SP-189

## Demografia

### População
| Crescimento populacional                             | Crescimento populacional | Crescimento populacional | Crescimento populacional |
| Ano                                                  | População Total          |                          | %±                       |
| ---------------------------------------------------- | ------------------------ | ------------------------ | ------------------------ |
| 2000                                                 | 5 209                    |                          | —                        |
| 2010                                                 | 5 567                    |                          | 6,9%                     |
| 2022                                                 | 5 954                    |                          | 7,0%                     |
| Est. 2024                                            | 6 077                    | [ 13 ]                   | 2,1%                     |
| Fontes: Censos Demográficos IBGE e Estimativas SEADE |                          |                          |                          |

### Dados demográficos
Dados do Censo - 2021
População Total: 5.954
Densidade demográfica (hab./km²): 28,28
Mortalidade infantil até 1 ano (por mil): 20,97
Expectativa de vida (anos): 68,71
Taxa de fecundidade (filhos por mulher): 3,15
Taxa de Alfabetização: 87,27%
Índice de Desenvolvimento Humano (IDH-M): 0,742
- IDH-M Renda: 0,660
- IDH-M Longevidade: 0,728
- IDH-M Educação: 0,839

(Fonte: IPEADATA)

## Política e administração
- Prefeito: Tiago Ricardo Ferreira (2021/2024)
- Vice-prefeito: Edmilson Donizeti de Albuquerque
- Presidente da câmara:Sidnei Ribeiro Lopes (2023/2024)

## Infraestrutura

### Comunicações
O sistema de telefones automáticos, assim como o sistema de discagem direta à distância (DDD) com o código de área (0152), foram implantados pela Telecomunicações de São Paulo (TELESP).
Na década de 90 o código DDD da cidade foi alterado para (015), para padronização do sistema telefônico com a telefonia celular que estava sendo implantada em todo o estado.

## Religião
O Cristianismo se faz presente na cidade da seguinte forma:

### Igreja Católica
- A igreja faz parte da Diocese de Itapetininga.[21]

### Igrejas Evangélicas
Entre as igrejas protestantes históricas, pentecostais e neopentecostais, encontram-se na cidade:
- Assembleia de Deus Ministério do Belém.[24][25]
- Congregação Cristã no Brasil.[26]